# Carel Ockeloen
Carolus (Karel) Ockeloen (Amsterdam, 3 september 1924 – 16 augustus 1995) was een Nederlands politicus van de PvdA.
In 1945 ging hij werken bij Piëzo Electrische Industrie Ronette te Amsterdam en in 1951 werd hij bestuurder bij de Algemene Nederlandse Metaalbedrijfsbond. Na ook nog wethouder te zijn geweest in Velsen werd Ockeloen in augustus 1976 burgemeester van Terneuzen. In oktober 1989 ging hij daar met pensioen. Hij overleed in augustus 1995 op 70-jarige leeftijd.